# Estação El Coll-La Teixonera
El Coll-La Teixonera é uma estação da linha Linha 5 do Metro de Barcelona.

## Inauguração
A estação metroviária entrou em operação em 30 de julho de 2010. Esta estação atende os bairros de Coll e La Teixonera entre os distritos de Horta-Guinardó e Gràcia. Esta era uma estação há muito reivindicada pelos moradores, que até a inauguração não possuíam estação nas proximidades da região.

## Características
A distância entre a plataforma e o nível da rua nesta estação chega a 74 metros, o que a torna a estação mais profunda da rede de metrô de Barcelona. Isso se deve à complexidade da área em que está inserida.

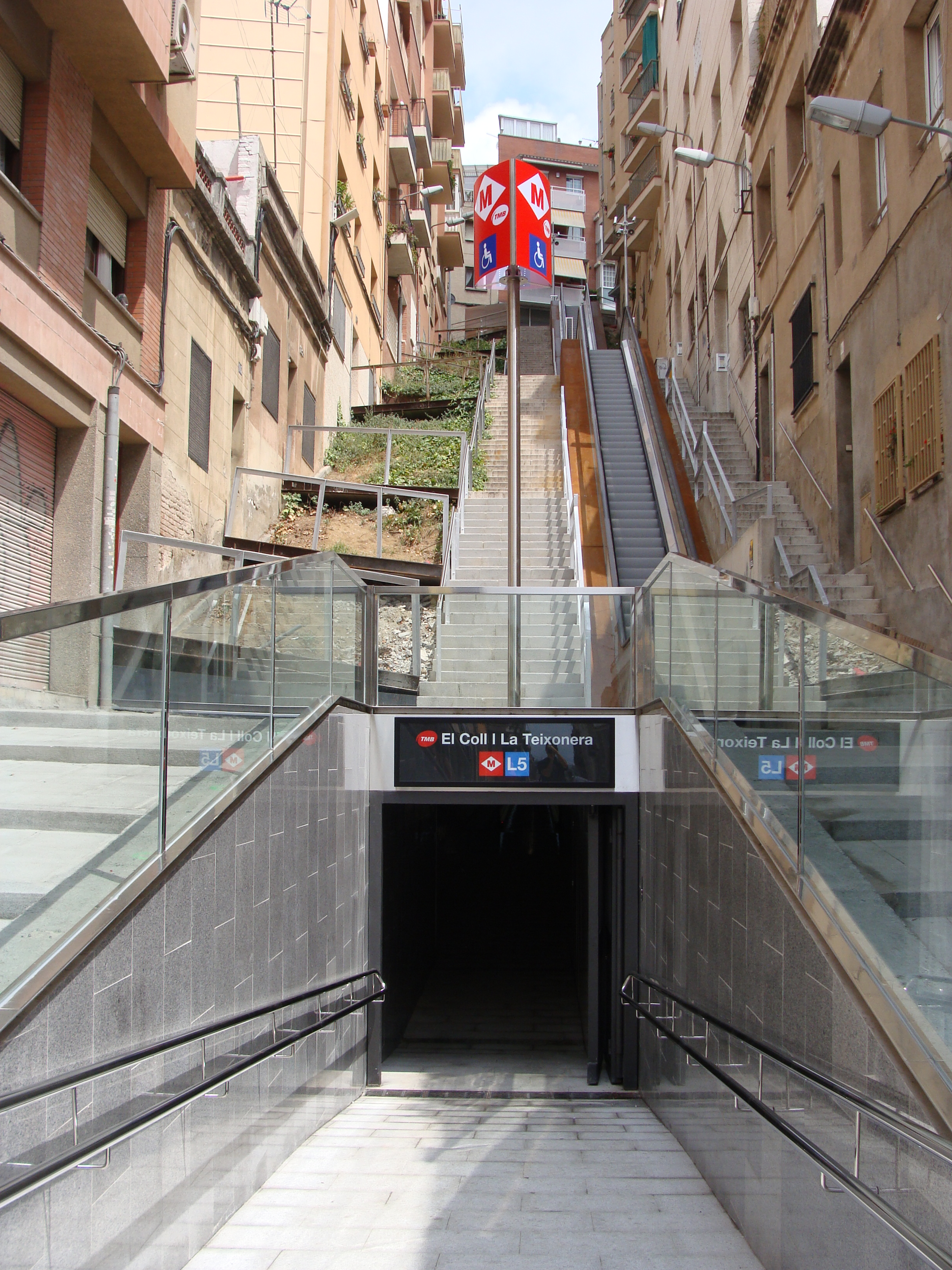
Acesso a estação pela carrera Beat Almató.
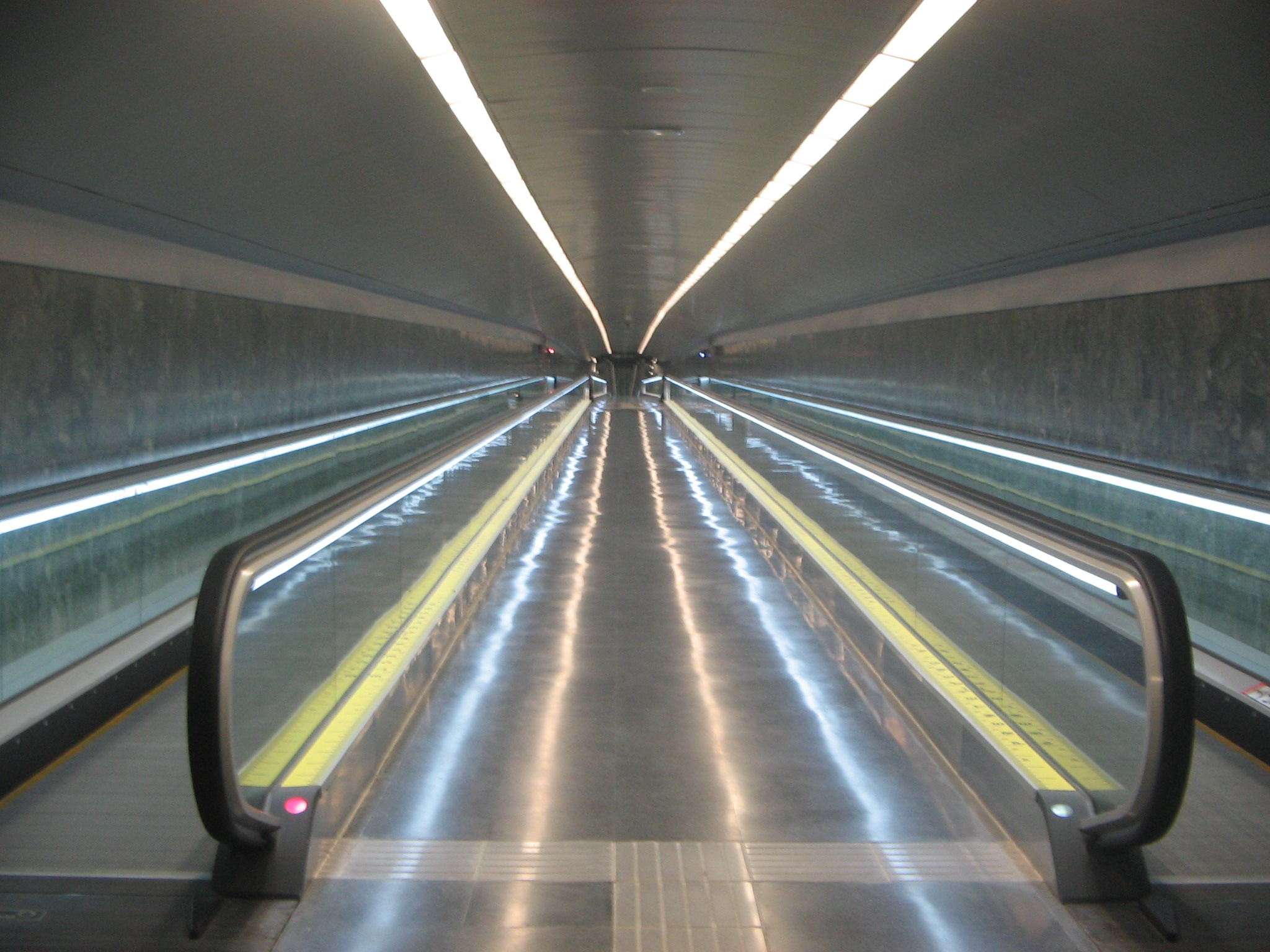
Corredor que conecta a plataforma com os elevadores de uma das saídas.
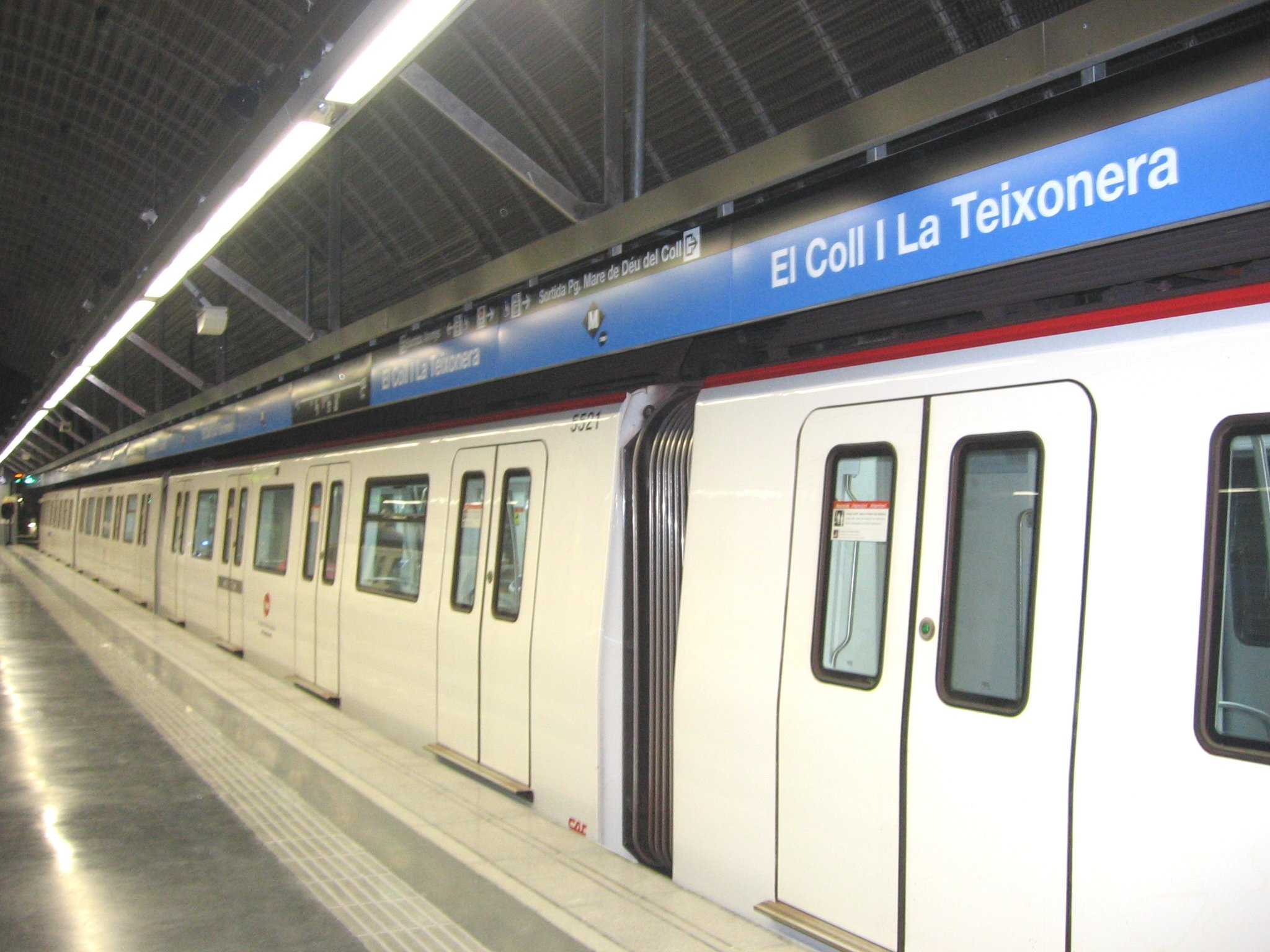
Comboio da série 5000 na lateral da plataforma central.